# Джоукоудиен
Джоукоудиен (на китайски: 周口店; на пинин: Zhoukoudian) е пещерен комплекс край Пекин в североизточен Китай, в който са открити палеолитни находки от пекински човек, най-ранните от представители на вида Homo erectus.
Джоукоудиен е разположен на 42 километра югозападно от централната част на Пекин, на прехода между Севернокитайската равнина и планините Йеншан. Находките от древни човешки всаменелости (пекински човек, живял преди 700 до 200 хиляди години, Homo sapiens на 100 до 200 хиляди години и Homo sapiens sapiens на 30 хиляди години), предмети на бита, десетки хиляди каменни инструменти и животински останки датират от продължителен период от преди 5 милиона до 10 хиляди години.